# 鳳林路 (小港區)
鳳林路（Fonglin Rd.) 是高雄市小港區大林蒲地區的重要道路，該地段亦被列入大林蒲遷村計畫範圍。

## 行經行政區
- 小港區

## 沿線設施
（由南至北）
- 7-ELEVEN名言門市
- 小港區農會信用部
- 小港區鳳森里發展協會[相關連結 1]
- 中華郵政高雄大林蒲郵局
- 高雄市政府警察局小港分局大林派出所
- 大林蒲鳳林宮[相關連結 2][相關連結 3]
- 7-ELEVEN大林蒲門市
- 高雄市立鳳林國小

## 交通
- 公車站
  - 紅2A
    - 鳳林路
    - 大林蒲
    - 鳳林宮
    - 鳳林國小
    - 鳳北路口